# Borghild Niskin
Borghild Niskin, née le 19 février 1924 à  Hole et morte le 18 janvier 2013 à Bærum, est une skieuse alpine norvégienne.

## Biographie
Lors de la Seconde Guerre mondiale, elle fait partie du mouvement de résistance norvégien.
Membre du club de ski de Bærum, elle participe aux Jeux olympiques d'hiver de 1948, de Jeux olympiques d'hiver de 1952 et de 1956, obtenant ses meilleurs résultats en slalom géant (sixième en 1952 et septième en 1956). Dans les Championnats du monde, elle compte deux résultats dans le top dix lors de l'édition 1954 à Åre, où elle est notamment huitième du combiné et de la descente.
Gagnante à sept reprises sur la course de Holmenkollen et 17 fois championne de Norvège, elle devient la première femme à recevoir la médaille Holmenkollen en 1956 et l'une des quatre skieurs alpins.

## Palmarès

### Jeux olympiques d'hiver
| Épreuve / Édition | Saint-Moritz 1948 | Oslo 1952 | Cortina d'Ampezzo 1956 |
| Slalom géant      |                   | 6e        | 7e                     |
| Slalom            | Abandon           | 11e       | 11e                    |
| Descente          | 23e               | Abandon   | 9e                     |
| Combiné           | 19e               |           |                        |